# کیکوکو، شاهدخت تاکاماتسو
کیکوکو، شاهدخت تاکاماتسو (به ژاپنی: 宣仁親王妃喜久子, Nobuhito Shinnōhi Kikuko); ۲۶ دسامبر ۱۹۱۱ – ۱۸ دسامبر ۲۰۰۴) همسر نوبوهیتو، شاهزاده تاکاماتسو سومین پسر امپراتور تایشو اهل ژاپن بود.